# Museo Nazionale dell’Ebraismo Italiano e della Shoah

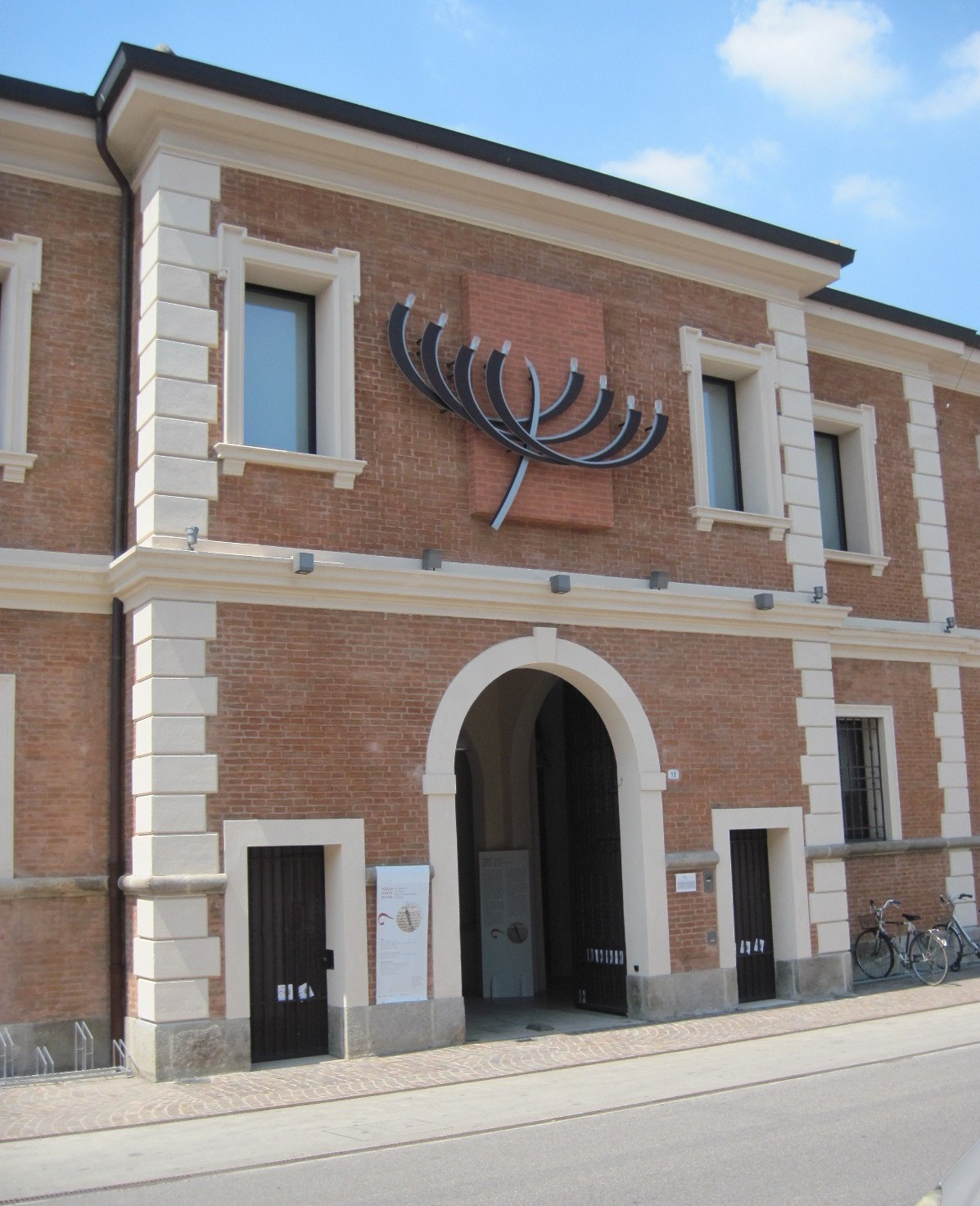
Museo Nazionale dell’Ebraismo Italiano e della Shoah

Der Museo Nazionale dell’Ebraismo Italiano e della Shoah (MEIS) (Nationalmuseum des italienischen Judentums und der Schoah) ist ein erst zum Teil eröffnetes, dem italienischen Judentum und der Schoah gewidmetes Museum in Ferrara.
Eine Stiftung bestehend aus Vertretern des Ministero per i Beni e le Attività Culturali, der Gemeinde von Ferrara, des Mailänder Centro di Documentazione Ebraica Contemporanea sowie der Unione delle Comunità Ebraiche Italiane leitet das Museum.
Das Museumsgebäude war bis 1992 das städtische Gefängnis und befindet sich in unmittelbarer Nähe zum ehemaligen Ghetto Ferraras. Das 1912 fertiggestellte Bauwerk ist ebenfalls ein wichtiger Ort der Erinnerung an den faschistischen Terror, da hier auch Antifaschisten und Juden gefangen gehalten worden sind, zum Teil einen grausamen Tod fanden oder in Lager transportiert wurden. Unter jenen befand sich im Sommer 1943 auch der Schriftsteller Giorgio Bassani.
Seit 2010 organisiert das Museum jährlich die Festa del libro ebraico in Italia. Außerdem beteiligt es sich wie der römische Museo della Shoah und einigen anderen Institutionen an der Sammlung von Materialien und Dokumenten zur Schoah namens Storia di famiglie.